# Фунгаи, Бернардино

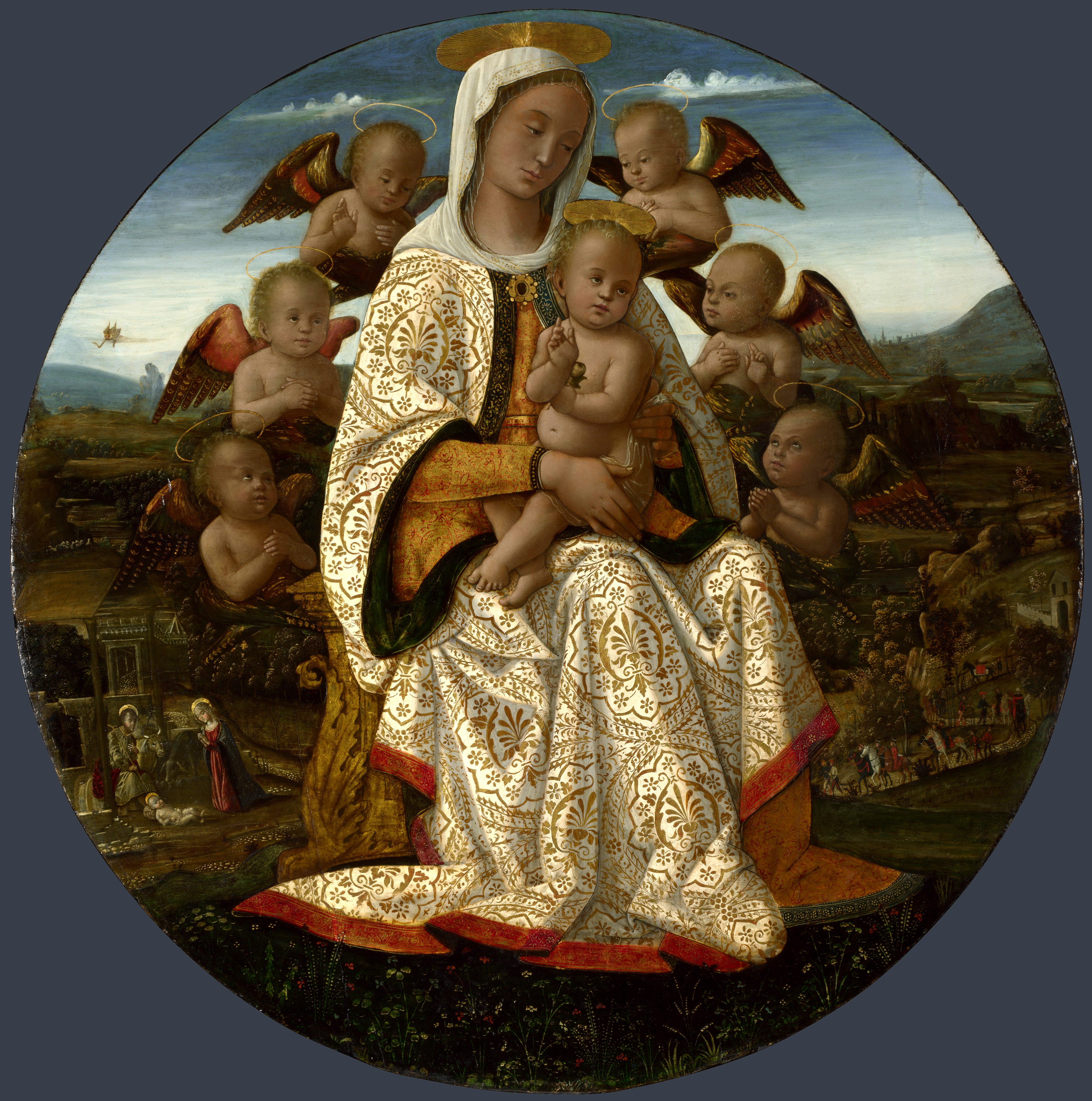
Бернардино Фунгаи. Мадонна с младенцем и херувимами. 1495—1510 гг., Лондонская Национальная галерея.

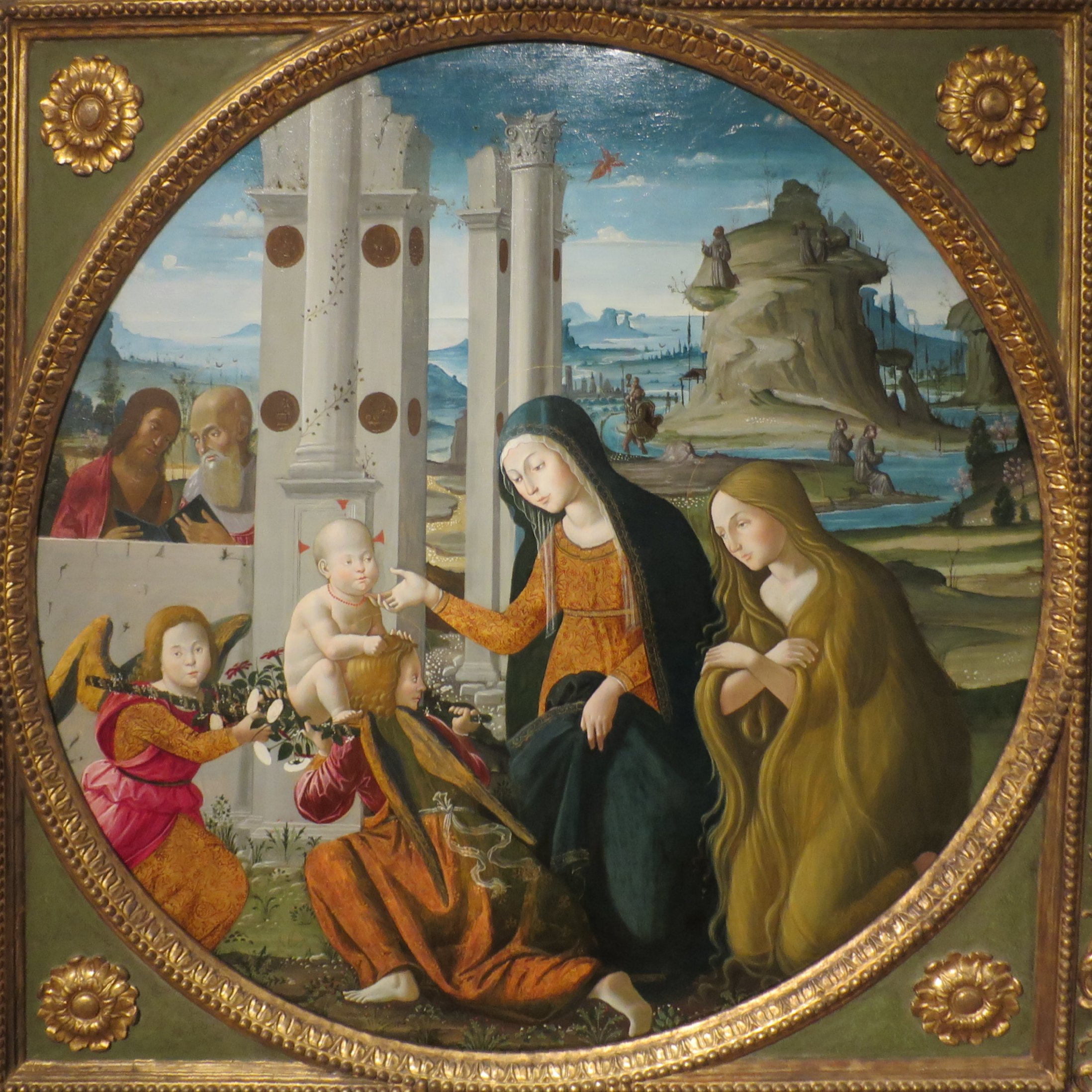
Бернардино Фунгаи. Мадонна с младенцем, святыми и ангелами. 1510-15 гг. Музей Лоу Арт, Университет Майами.

Бернардино Фунгаи (итал. Bernardino Fungai; 14 сентября 1460, Сиена — 1516, там же) — итальянский художник сиенской школы.

## Биография
Биография Бернардино Фунгаи плохо документирована, специалисты знают о нём немного. В документах он появляется в 1482 году в качестве подмастерья (garzone) у Бенвенуто ди Джованни во время работ над монохромными фресками в барабане купола сиенского собора, в связи с чем многие учёные считали его учеником Бенвенуто. Однако в его работах видно гораздо большее влияние Маттео ди Джованни. В качестве творческого предшественника предлагалась и кандидатура Джованни ди Паоло.
Сегодня существует единственное подписанное и датированное им произведение — алтарь «Богоматерь с младенцем, св. Себастьяном, св. Иеронимом, Николаем и св. Антонием Падуанским» (1512 г. Сиена, Пинакотека). Отталкиваясь от этой работы, специалисты относительно уверенно выстроили позднее творчество Бернардино Фунгаи, однако изучение его раннего периода проблематично.
Этот художник не оставался в стороне от новаций конца XV века, и, несмотря на крепкую сиенскую закваску (а то, что Бернардино воспитывался на сиенской традиционной живописи, не вызывает сомнений), в его произведениях можно видеть подражание работам Лука Синьорелли, Перуджино и Пинтуриккьо. Из документов следует, что Бернардино кроме красок работал с таким дорогим материалом, как золото — в 1494 году он получил заказ на изготовление церемониальных золочёных стягов, а пять лет спустя золотил футляр органа в соборе. Кроме крупных произведений Бернардино Фунгаи занимался росписью таволетта и кассоне.
Среди немногочисленных работ художника дошедших до наших дней можно отметить три разных изображения Мадонны.
- В ранней картине «Мадонна с двумя святыми отшельниками» (ок. 1480 г., Собрание Пола Гетти) ещё видна прямая связь с традиционными сиенскими работами, типичными для Маттео ди Джованни или Нероччо де Ланди.
- В другой картине «Мадонна с младенцем и херувимами» (1495—1510, Лондон, Национальная галерея) видна связь с искусством Перуджино. Позади Мадонны развёрнут роскошный пейзаж, на котором разыгрываются сцены Рождества и Поклонения волхвов.
- Третья «Мадонна с младенцем, святыми и ангелами» (1510-15гг. Майами, Коллекция Университета) создана Бернардино Фунгаи в последние годы жизни. Она выглядит несколько эклектично, поскольку в ней собрано всё, что Фунгаи писал на протяжении своей карьеры — богатый, с необозримыми далями пейзаж, которому он всегда уделял подчёркнутое внимание, святые старцы, античная архитектура, и Мадонна с младенцем. Кроме того, у этого произведения крайне редкая иконография — младенца Христа держат ангелы, а не Мадонна. Эта сцена — аллегорическое изображение «небесного брака» между Христом и церковью, которую символизирует собою Богоматерь. Мария Магдалина, стоящая рядом, свидетельствует о происходящем.

Помимо этих, довольно крупных станковых произведений, в разных музеях мира хранятся несколько картин, которые ранее составляли пределлы разных алтарей. Кроме того, художник создал множество расписных панелей для кассоне. В Государственном Эрмитаже Санкт Петербурга и в ГМИИ им. Пушкина в Москве находятся две парные доски со сценами из жизни Сципиона Африканского, ещё три доски Фунгаи с росписями на этот сюжет — в частных коллекциях. Также в собрании Эрмитажа хранится небольшая картина «Мадонна с Младенцем».

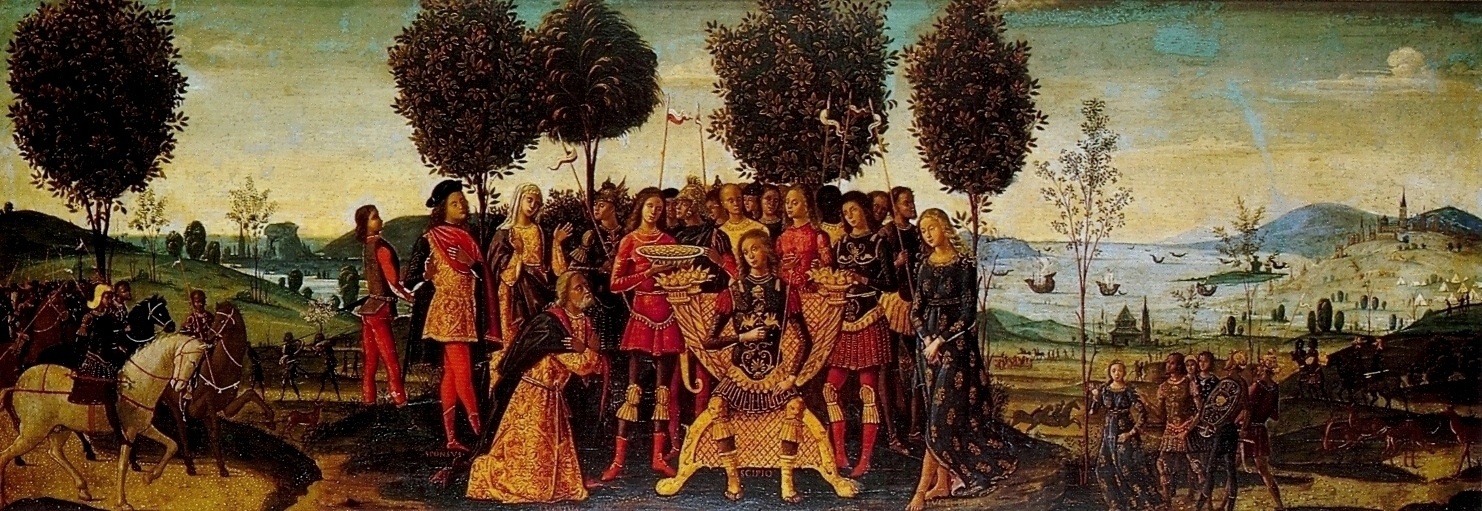
Бернардино Фунгаи. Великодушие Сципиона Африканского. Панель от кассоне. ок. 1500 г. Эрмитаж, Санкт Петербург.